# Madden NFL 19
Madden NFL 19 es un videojuego de deportes de fútbol americano basado en la National Football League (NFL), desarrollado y publicado por EA Sports . Una entrega de la larga serie Madden NFL, el juego se lanzó para PlayStation 4, Xbox One y Windows el 10 de agosto de 2018, la primera vez que se lanzó para este último desde Madden NFL 08 .
El Wide receiver de los Pittsburgh Steelers, Antonio Brown, es el atleta de portada de la edición estándar del juego, mientras que el Wide receiver del Salón de la Fama del fútbol americano profesional Terrell Owens está en la portada de la versión del "Salón de la Fama", que aparece con un uniforme de los Dallas Cowboys.

## Desarrollo
En mayo de 2018, se anunció que Terrell Owens, miembro del Salón de la fama del fútbol profesional, estaría en la portada de la edición del juego "Salón de la fama". Owens aparece con un uniforme de los Dallas Cowboys, un movimiento que fue cuestionado por algunos ya que Owens jugó ocho temporadas con los San Francisco 49ers, en comparación con solo tres con los Cowboys. La portada de la edición estándar del juego presenta al ex receptor abierto de los Pittsburgh Steelers, Antonio Brown .
La banda sonora del juego presenta más de 30 pistas de artistas como Migos, Pusha T, Post Malone, TI, Fat Joe, Anderson. Paak, Young Thug, Cardi B, Lil Skies y Nicki Minaj, entre una partitura original de John Debney . EA agregó varias pistas más al juego en el transcurso de la temporada 2018 de la NFL .

## Jugabilidad
Madden NFL 19 presentó "movimientos de jugadores reales", lo que permitió a los jugadores empujar a los bloqueadores para ganar más yardas mientras corrían y hacer cortes realistas en el campo después de la recepción, así como participar en celebraciones interactivas de touchdown por primera vez desde Madden NFL 09, incluido celebraciones del equipo, que fueron legalizadas por la NFL para la temporada 2017. También hubo cambios en el modo Ultimate Team, que introdujo enfrentamientos en línea de tres contra tres, así como un modo de juego "Batallas en solitario", un sistema de recompensas basado en tablas de clasificación que mide el rendimiento de los jugadores en desafíos diarios para un jugador. El juego también presentó una secuela de Longshot, el modo basado en una historia para un solo jugador ' Madden NFL 18, con más enfoque en el juego de fútbol y eventos relacionados con la NFL.

### Tiro largo: regreso a casa
En la continuación del modo historia Longshot en Madden 18, se revela que el protagonista Devin Wade está jugando en el campo de entrenamiento para el equipo de su ciudad natal, los Dallas Cowboys . Por otro lado, el mejor amigo de Devin, Colt Cruise, es un cantante de country en apuros que vive en su ciudad natal , Mathis, Texas . Colt se encuentra con su padre perdido hace mucho tiempo, quien le revela que Colt tiene una media hermana, Loretta, y obliga a Colt a cuidarla.
Colt todavía sueña con convertirse en un receptor abierto de la NFL y hace una prueba para los Miami Dolphins antes de ser cortado después del primer juego de pretemporada. Cuando el entrenador de fútbol americano de la escuela secundaria de Colt y Devin, Hank Jamison, muere a causa de una enfermedad, Colt decide convertirse en el entrenador en jefe de los Mathis Bullfrogs. Con Mathis High School temiendo una fusión con una escuela rival debido a fondos insuficientes, Devin, ahora miembro de los Houston Texans, dona dinero junto con Deshaun Watson y el recién adquirido receptor Antonio Brown, quienes aparecen como ellos mismos.
Devin, en su primer juego como mariscal de campo titular, derrota a los New England Patriots mientras que Mathis obtiene suficientes donaciones con la ayuda de los Texans y Colt para salvar la escuela secundaria, ya que Colt sigue siendo el entrenador de Mathis High School.
El elenco de voces incluye a JR Lemon como Devin Wade, Scott Porter como Colt Cruise, Joey King como Loretta Cruise, Ron Cephas Jones como Earl Coates, Rob Schneider como Donnie Marks, Chris Sullivan como Mack Mcglinn, así como cameos de Tom Brady y Bill. Cowher jugando a sí mismos. 

## Lanzamiento
El juego fue lanzado para PlayStation 4, Xbox One y Windows el 10 de agosto de 2018, siendo el lanzamiento de Windows el primero de la serie desde Madden NFL 08 en 2007. Se lanzó una "Edición del Salón de la Fama" tres días antes para los suscriptores del programa EA Access .

## Recepción
Según el agregador de reseñas Metacritic, Madden NFL 19 recibió reseñas "generalmente favorables" de los críticos del juego a pesar de recibir calificaciones "generalmente desfavorables" de los usuarios.   
En una reseña para IGN, Dustin Toms escribió: " Madden 19 finalmente ha descifrado esa sensación ligeramente repetitiva que puede hacer que sea difícil continuar, juego tras juego. Con Real Player Motion que brinda una experiencia fluida en el campo y la personalización del modo de franquicia que ofrece otro nivel de realismo, Madden está en un gran lugar".  Bradley Russell de GamesRadar + elogió la mecánica actualizada de atrapar y correr, así como el modo Longshot: Homecoming, y calificó el juego como un "impresionante regreso a la forma" para la serie y uno de los "mejores" en años.  GameSpot elogió la animación y las actualizaciones de los comentarios, aunque señaló que los cambios en Longshot fueron decepcionantes. 
Antes de su lanzamiento, el juego fue criticado por censurar el nombre del mariscal de campo Colin Kaepernick de la canción " Big Bank ", que aparece en la banda sonora. El verso provino de Big Sean, quien calificó la acción de "decepcionante y espantosa". EA respondió a las críticas diciendo que fue un error de los miembros de su equipo que malinterpretaron el hecho de que solo porque no tenían derechos para incluir la imagen de Kaepernick en el juego como jugador porque ya no está en la Asociación de Jugadores de la NFL . no se aplica a él siendo mencionado en otra parte. Antes del lanzamiento del juego, EA lanzó una actualización para restaurar su nombre en la canción.

## Tiros 2018
El 26 de agosto de 2018, ocurrió un tiroteo durante un evento de torneo transmitido en vivo para el juego en Jacksonville Landing en Jacksonville, Florida . El resultado fue numerosos heridos y dos muertos, así como el suicidio del tirador, que había participado en el torneo pero había perdido ese mismo día.